# Днестровский лиман
Днестро́вский лима́н (укр. Дністровський лиман) — залив на северо-западном побережье Чёрного моря, в который впадает река Днестр. Расположен в Одесской области Украины.
Залив вдаётся в сушу с юго-востока на северо-запад на 41 км, ширина 4—12 км, средняя глубина 2,6 м. Днестровский лиман отделён от моря узкой песчаной косой Бугаз, в южной части которой имеется проход в море. На косе расположен курорт Каролино-Бугаз и Затока. Течение в лимане зависит от ветров и паводков на Днестре. Зимой Днестровский лиман часто замерзает. На лимане расположены порты Белгород-Днестровский и Овидиополь. В самом Днестровском лимане также выделяют Карагольский залив.

## История
В античные времена, когда уровень Чёрного моря был существенно (примерно на 4 метра) ниже, на месте нынешнего Днестровского лимана существовало междуречье двух рукавов реки Днестр, т. н. Тирагетов остров. После постепенного подъёма уровня воды в лимане в северной части бывшего острова остался небольшой полуостров, покрытый ныне густыми плавнями.
В годы Второй мировой войны Днестровский лиман играл большую роль в военных операциях. В июне 1940 года части РККА, переправившись через лиман, вступили на территорию оккупированной с 1918 года Бессарабии.
В период обороны Одессы в 1941 году по восточному побережью лимана оборонялись советские войска Отдельной Приморской армии. В 1944 году после Одесской операции по западному берегу лимана и по Днестру оборонялись немецко-румынские войска. В начале Ясско-Кишинёвской операции лиман был успешно форсирован советскими войсками и кораблями Дунайской военной флотилии.